# Липовая Роща (станция метро)
Ли́повая Ро́ща — строящаяся станция Рублёво-Архангельской линии Московского метрополитена. Будет расположена на территории Московской области вдоль МКАД между Новорижским шоссе и территорией жилой и общественной застройки «Спутник». Входит в участок «Шелепиха» — «Липовая Роща».
За станцией предусмотрено путевое развитие для оборота и отстоя составов поездов.

## История
22 июня 2021 года был утвержден проект планировки первого участка Рублёво-Архангельской линии метро длиной 12,65 км с шестью станциями: «Звенигородская», «Карамышевская (Народное Ополчение)», «Бульвар Карбышева (Бульвар Генерала Карбышева)», «Живописная (Серебряный Бор)», «Строгино» и «Липовая Роща».
27 мая 2022 года Андрей Бочкарёв заявил, что на всех участках Рублёво-Архангельской линии между будущими станциями «Шелепиха» и «Липовая роща» развёрнуты подготовительные работы.
10 августа 2022 года мэр Москвы Сергей Собянин утвердил название станции «Липовая Роща».

## Строительство
В октябре 2024 года началось строительство станции.
В июле 2025 начаты монолитные конструкции с тупиков станции
- 31 июля - проходка двухпутного тоннеля большого диаметра, 10 метров[7] до станции «Строгино»[8].